# Le Sphinx (éditeur de logiciel)
Pour les articles homonymes, voir Sphinx.
Créée en 1985, Le Sphinx est une société française d’édition de solutions d’enquêtes et d’analyse de données, de prestation de service et de formation.
En France, la société est leader sur son marché et compte 60 personnes dans son équipe, partagées entre un pôle d’ingénierie et d’enquête qui est responsable des activités marketing et commerciales et un pôle de développement chargé de la maintenance des solutions.
La société Le Sphinx est aussi un réseau de distributeurs et d'agences dans le monde : Allemagne, Belgique, Brésil, Suisse, Canada, Grande-Bretagne et la région MEA (Middle East & Africa). Elle compte plus de 50 000 utilisateurs dans 50 pays différents et dans des secteurs d’activités variés comme le conseil, la banque, le tourisme, la santé, l’industrie, les produits de grande consommation, l’éducation, la culture, la recherche, l’habitat; etc. 

## Histoire
La société Le Sphinx a été créée en 1985 par Jean Moscarola et Yves Baulac. D’abord compagnon des enseignants, des chercheurs et des étudiants, Le Sphinx est petit à petit devenu la référence auprès de tous les acteurs des enquêtes par questionnaires et de l'analyse des données (Quantitative et Qualitative), qu’ils soient issus du secteur éducatif, des grandes administrations, de l’Industrie ou encore des cabinets de conseil et instituts d'études.
Cette entreprise s'implique énormément auprès du milieu universitaire en recrutant des étudiants et en soutenant les projets de recherche universitaire.

## Activités et produits
La société Le Sphinx opère dans trois domaines d’activités, à savoir : l’édition de logiciels d’enquêtes et d’analyses de données, la prestation d’études et la conduite de formations.
- Sphinx logiciels et solutions Cloud : Le Sphinx propose un ensemble d’outils de conception de questionnaire, de collecte, de partage et d’analyse de données. Ces outils peuvent être sous forme de logiciels installés ou d’applications en ligne SAAS (Software As A Service).
- Sphinx Institute : Il s’agit de prestations, d’accompagnement et de conseil pour la réalisation d’études et sondages. Sphinx Institute intervient dans différents domaines tels que l’évaluation de la satisfaction clients, l’audit, les tests de produit ou de concept, les études de communication, etc.
- Sphinx formations (aux outils et aux méthodes): L’offre Sphinx comprend aussi des formations (intra ou inter-entreprises) et téléformations afin de permettre à ses clients de maîtriser les outils Sphinx.

### Logiciels et solutions
Les solutions logicielles proposées sont propriétaires. Les principaux produits sont les suivants :
- Sphinx Declic :  logiciel web de réalisation d'enquêtes (Solution SaaS).
- Sphinx iQ 3 : logiciel de réalisation d'enquêtes plus sophistiqué.
- Sphinx Online : plateforme d'hébergement et de diffusion en ligne, dotée d’un WebReporting intégré.
- Sphinx Quali : solution dédiée au traitement des données textuelles (analyse sémantique, analyse de contenu, traitement automatique et au fil de l’eau de la voix du client, etc.)
- Sphinx Mobile : application mobile pour la collecte de données sur Smartphone & Tablette.
- Sphinx Community : solution de gestion de panel en ligne.
- Dataviv' : Solution de data visualisation et d'analyses statistiques de données : tableaux de bord interactifs, infographies, scénarisation des résultats (Solution SaaS)

## Concurrents
- Ethnos
- Modalisa
- Qualtrics
- Question Data
- Vocaza
- LimeSurvey, alternative libre.